# Walter Padgett
Walter Gell Padgett (* 1867 in Kingston upon Hull; † 4. Mai 1929 ebenda) war ein britischer Sportschütze.

## Erfolge
Walter Padgett nahm an den Olympischen Spielen 1908 in London teil, bei denen er in nur einer Disziplin antrat. Mit dem Armeegewehr war er Teil der britischen Mannschaft, die über sechs verschiedene Distanzen hinter den Vereinigten Staaten und vor Kanada den zweiten Platz belegte. Neben Padgett gewannen außerdem Harcourt Ommundsen, Fleetwood Varley, Arthur Fulton, Philip Richardson und John Martin die Silbermedaille. Mit 410 Punkten war er mit dem punktgleichen John Martin der schwächste Schütze der Mannschaft.